# Стив Балмер
Стивен Ентони Балмер (рођен 24. марта 1956) је амерички бизнисмен и инвеститор који је био извршни директор у Мајкрософту од 13. јануара 2000. године до 4. фебруара 2014, и садашњи је власник Лос Анђелес клиперса из НБА лиге. Маја 2019. године, његово лично богатство процењује се на 47,7 милијарди долара, што га чини 19. најбогатијом особом на свету.
Балмера је запослио Бил Гејтс у Мајкрософту 1980. године, након што је напустио Станфорд универзитет. На крају је постао председник 1998. године, а заменио је Гејтса као извршни директор 2000. године. Дана 4. фебруара 2014, Балмер се повукао са позиције извршног директора и наследио га је Сатја Надела. 
Крајем маја 2014, Балмер је понудио 2 милијарде долара за куповину НБА тима Лос Анђелес клиперси након што је НБА комесар Адам Силвер присилио Доналда Стерлинга да прода тим. Постао је власник Клиперса 12. августа 2014; Суоснивач Мајкрософта Пол Ален био је такође власник НБА тима, јер је од 1988. године имао власништво над Портланд трејлблејзерсима. 
Током његовог мандата као извршног директора Мајкрософта учинак компаније био је мешовит, компанија је утростручила продају и удвостручила добит, али је изгубила доминацију на тржишту и пропустила технолошке трендове 21. века.